# Vi sư sắc sảo
Vi sư sắc sảo (giản thể: 犀利仁师; phồn thể: 犀利仁師; bính âm: Xīlì rén shī; tiếng Anh: Incisive Great Teacher; tựa gốc: Tê lợi nhân sư) là một bộ phim truyền hình hài - cổ trang Trung Quốc về đề tài trường học do Hải Nhuận Ảnh thị hợp tác với Bắc Kinh Đại Thảo Hùng Ảnh thị sản xuất năm 2014. Bộ phim là câu chuyện thú vị, hài hước nhưng không kém phần nhân văn, sâu sắc về tình thầy trò, tình bạn bè cùng những âm mưu đằng sau chính sách cho nữ nhi được đến trường của Thánh thượng.
Bộ phim được bấm máy khởi quay vào ngày 29 tháng 6 năm 2013 tại Phim trường Hoành Điếm ở tỉnh Chiết Giang, Trung Quốc và đóng máy vào ngày 29 tháng 9 năm 2013. Bộ phim trình chiếu lần đầu tiên vào giờ vàng trên đài Truyền hình Chiết Giang và Dragon TV của Trung Quốc vào ngày 4 tháng 6 năm 2014.

## Nội dung
Khởi xướng việc nam nữ bình đẳng, Thánh thượng đã đưa ra chính sách cho phụ nữ được đi học nhưng lại gặp phải thế lực bảo thủ âm thầm phản đối. Vì muốn đảm bảo cho chính sách này được phổ biến thuận lợi, Liễu Ngạo Thiên – một mật thám hiệp khách giang hồ đã trà trộn vào học viện Hoằng Văn – trở thành lão sư. Nhờ vào sự khéo léo đưa đẩy của anh, một nhóm học sinh có cá tính và thân phận kỳ lạ đã đến học viện Hoằng Văn học tập. Từ lúc đó, cuộc sống nhà trường muôn màu muôn vẻ bắt đầu. Trên đường đến Hoằng Văn đăng ký làm lão sư, Liễu Ngạo Thiên và thặng nữ Lộ Vân Phi xảy ra hiểu lầm. Không ngờ, Lộ Vân Phi cũng vào học viện Hoằng Viên trở thành một lão sư. Từ đây, đôi oan gia này lại vừa tranh cãi ầm ĩ, vừa cùng nhau giải quyết phiền não của đám học trò, bồi dưỡng cho chúng ngày một trưởng thành. Hai người dần dần phát sinh tình cảm trong lúc hoạn nạn, nhưng không ngờ một lão sư khác tên là Nhiếp Văn Tinh lại bất ngờ xen vào tình yêu của bọn họ. Thế lực bảo thủ âm thầm liên tiếp ra tay phá rối học viện Hoằng Văn. Trong lúc nguy hiểm, Liễu Ngạo Thiên đã vận dụng sự thông minh của mình, cùng với các thầy cô giáo và học trò chống đỡ với những mối nguy hiểm liên tiếp xảy ra. Nhờ thế, họ đã bồi dưỡng nên sự dũng cảm, thông minh của các học trò. Cùng lúc đó, Liễu Ngạo Thiên bất ngờ phát hiện ra trong học viện Hoằng Văn lại ẩn náu một bàn tay đen tối của thế lực bảo thủ.

## Giới thiệu nhân vật
| Nhân vật                 | Diễn viên               | Giới thiệu |
| ------------------------ | ----------------------- | --- |
| Liễu Ngạo Thiên (柳傲天) | Ngô Kỳ Long             | 28 tuổi, con trai của Liễu Nguyên, là một điệp viên do Đông Phương Đại nhân cài vào học viện Hoằng Văn làm lão sư để đảm bảo cho chính sách "nữ nhi đi học" của Thánh thượng được phổ biến thuận lợi. Anh là một người am hiểu văn thơ, giỏi võ thuật và có tài ứng biến tuyệt vời nhưng lại lận đận đường thi cử. Anh luôn giữ khoảng cách của mình với người ngoài vì lo sợ sẽ để lộ thân phận nội gián. Nhưng sau khi Lộ Vân Phi vào Hoằng Văn làm lão sư, anh mặt ngoài thì tranh cãi ầm ĩ, nhưng mặt trong lại âm thầm bảo vệ và giải nguy cho cô. |
| Lộ Vân Phi (路雲霏)      | Lưu Thi Thi             | 25 tuổi, là một gái ế chính hiệu, rất giỏi võ công nhưng lại lận đận về đường tình duyên. Cô cùng cha là Lộ Bất Phàm đã tổ chức cuộc thi đấu võ kén rể nhằm kiếm cho cô một tấm chồng. Không ngờ, "chàng rể bất đắc dĩ" Liễu Ngạo Thiên sau khi chiến thắng lại bỏ chạy mất dép khiến cho cô canh cánh trong lòng. Cô quyết định vào học viện Hoằng Văn làm lão sư vì muốn tính toán thua đủ với Ngạo Thiên - người hiện đang làm lão sư tại đây. |
| Nhiếp Văn Tinh (聂文星)  | Hoắc Chính Ngạn         | 26 tuổi, con trai của Công Tôn đại nhân phe bảo thủ - Công Tôn Nghị. Dưới triều đại của Võ Tắc Thiên, Công Tôn đại nhân đã đưa con trai của mình là Nhiếp Văn Tinh vào làm lão sư tại học viện Hoằng Văn nhằm cản trở chính sách cho nữ nhi đi học của Thánh thượng. Văn Tinh luôn bí mật ra tay hãm hại các lão sư và học sinh nhằm đóng cửa học viện. Tuy nhiên, sự có mặt của Lộ Vân Phi đã khiến cho anh chùn bước và dần dần từ bỏ ý định ban đầu của mình.                                                                                        |
| Tống Văn Văn (宋文文)    | Ngô Ánh Khiết (Quỷ Quỷ) | 18 tuổi, là con gái của Tống Ngọc. Do quê nhà bị lũ lụt, cô cải nam trang đến Trường An để sinh sống qua ngày. Tình ngờ một ngày, cô đọc được thông báo tuyển sinh của học viện Hoằng Văn, với học bổng toàn phần dành cho học sinh có số điểm cao nhất. Bằng tài ứng đối và trí tuệ của mình, cô đã bất ngờ vượt qua vòng khảo thí để chính thức trở thành học viên của học viện. Tại đây, cô gặp gỡ oan gia Phạm Đại Đồng - một thiếu gia con nhà giàu chuyên đi bắt nạt người khác. Những ngày thú vị ở học viện của cô chính thức bắt đầu.          |
| Phạm Đại Đồng (范大同)   | Diệp Tổ Tân             | 19 tuổi, con trai duy nhất của Hộ Bộ thị lang, là một thiếu gia giàu có, giỏi võ. Từ nhỏ, cậu đã quen sống trong nhung lụa, được cha mẹ nuông chiều nên đâm ra hống hách, hay bắt nạt kẻ dưới. Sau khi bị Mộ Dung Nguyệt hủy hôn vì bị cho là đầu óc đơn giản, cậu quyết định vào học tại học viện Hoằng Văn để chứng tỏ mình. Cùng với người bạn thân, Ngô Thiên Bảo và oan gia, Tống Văn Văn; cậu đã đem lại cho học viện nhiều màu sắc tươi mới cùng những trò nghịch ngợm quái chiêu, khiến cho các thầy cô và bạn bè đồng học cũng phải ngán ngẩm. |

## Diễn viên

### Diễn viên chính
- Ngô Kỳ Long vai Liễu Ngạo Thiên
- Lưu Thi Thi vai Lộ Vân Phi
- Hoắc Chính Ngạn vai Nhiếp Văn Tinh
- Ngô Ánh Khiết (Quỷ Quỷ) vai Tống Văn Văn
- Diệp Tổ Tân vai Phạm Đại Đồng

### Diễn viên phụ
- Khấu Chấn Hải vai Công Tôn đại nhân/Công Tôn Nghị
- Phan Nghi Quân vai Đông Phương đại nhân/Đông Phương Uyển Nhi
- Nhạc Dược Lợi vai Học giám Lưu Nhất Thủ
- Vệ Lai vai Mặc Đồng
- Ngụy Xuân Quang vai Lộ Bất Phàm (cha của Lộ Vân Phi)
- Võ Tiểu Lị vai Lưu Nhị Muội (em gái của Học giám Lưu Nhất Thủ)
- Chu Kỳ Kỳ vai Mộ Dung Nguyệt
- Quách Gia Hào vai Ngô Thiên Bảo
- Thái Nhã Đồng vai Lưu Dao Dao
- Trương Triết Hạn vai Kim Nhân Bân
- Ngô Hoa Tân vai Tôn Đại Sơn
- Trần Hồng Cẩm vai Tôn Tiểu Sơn (con trai của Tôn Đại Sơn)
- Khương Lỗi vai Nguyên Phương
- Ngưu Bôn vai Trương Long
- Trương Lượng vai Triệu Hổ
- Lư Tình vai Ngọc Như Ý (bạn cùng phòng với Lưu Dao Dao)
- Trương Hiểu Phong vai Bàn Đại Hải (học sinh)
- Tào Hạc Phi vai Kiều Đại Dụng

### Khách mời
- Hoắc Kiến Hoa vai Lý đại nhân/Tứ gia
- Trịnh Bội Bội vai Triệu Đức Chúc (bà ngoại của Lộ Vân Phi)
- Hứa Dong Chân vai bà chủ của tửu lầu Đông Thành
- Đồ Ngọc Phương vai geisha Nhật Bản
- Trương Liệt Thạch vai Phạm Vĩ Kiệt
- Tưởng Lâm Yến vai An Vô Dạng (vợ của Tôn Đại Sơn, mẹ của Tiểu Sơn)
- Trình Thành vai Thiên Diện Nhân (hạ nhân của Lộ gia)
- Mao Kiên vai Hộ Bộ thị lang (cha của Phạm Đại Đồng)
- Trương Thiện Vi vai Thần tài
- Trương Thiên Kỳ vai Trương Thiên Kỳ
- Vương Nhân Quân vai Liễu Nguyên (cha của Liễu Ngạo Thiên)
- Vương Thụy Tử vai Kiều muội
- Mã Vĩnh Khang vai thị vệ nhà lao

## Nhạc phim
| Tên ca khúc                                                          | Trình bày    | Lời             | Nhạc            |
| Người yêu nàng hôm nay trưởng thành thế này đây (愛你的我今天長這樣) | Ngô Kỳ Long  | Nghiêm Nghệ Đan | Nghiêm Nghệ Đan |
| Lời thề ước không thể nói ra (不能說出口的諾言)                      | Ngô Kỳ Long  | Nghiêm Nghệ Đan | Nghiêm Nghệ Đan |
| Hảo vi nhân sư (好為仁師)                                            | Chu Tấn Tiến | Lâm Kính Tùng   | Chu Tấn Tiến    |

## Phát sóng
- Đài Loan: Bộ phim được phát sóng trên Đài Truyền hình Giải trí Trung Thiên vào lúc 20:00 từ ngày 7 tháng 8 năm 2014.
- Singapore: Bộ phim được phát sóng trên kênh Mio TV vào lúc 22:00 từ ngày 2 tháng 9 năm 2014.
- Việt Nam: Bộ phim được mua bản quyền và phát sóng trên kênh GEM TV lúc 20:00 từ ngày 24 tháng 9 năm 2014.